# Рейс, Людовит
Людовит Рейс (нидерл. Ludovit Reis; род. 1 июня 2000 года, Харлем, Нидерланды) — нидерландский футболист, защитник клуба «Брюгге».

## Клубная карьера
Рейс — воспитанник клуба «Гронинген». 15 октября 2017 года в матче против АЗ он дебютировал в Эредивизи. 29 октября в поединке против роттердамской «Спарты» Людовит забил свой первый гол за «Гронинген».
23 мая 2019 года Рейс подписал трёхлетний контракт с «Барселоной». Сумма трансфера составила 3,25 млн евро. Прописаны отступные в размере 100 млн. евро. Он не смог выиграть конкуренцию и выступал за дублирующий состав.
3 октября 2020 года Рейс перешёл на правах аренды в немецкий «Оснабрюк». 25 октября в матче против «Хайденхайма» он дебютировал во Второй Бундеслиге. 8 мая 2021 года в поединке против «Вюрцбургер Киккерс» Людовит забил свой первый гол за «Оснабрюк».
Летом 2021 года Рейс подписал четырёхлетний контракт с «Гамбургом». 23 июля в матче против «Шальке 04» он дебютировал за новую команду. 1 августа в поединке против дрезденского «Динамо» Людовит забил свой первый гол за «Гамбург».

## Международная карьера
В 2023 году в составе молодёжной сборной Нидерландов Рейс принял участие в молодёжном чемпионате Европы в Румынии и Грузии. На турнире он был запасным и на поле не вышел.